# Mycodiplosis gymnosporangii
Mycodiplosis gymnosporangii är en tvåvingeart som beskrevs av Jean-Jacques Kieffer 1904. Mycodiplosis gymnosporangii ingår i släktet Mycodiplosis och familjen gallmyggor. Inga underarter finns listade i Catalogue of Life.